# Kaman HH-43 Huskie
Kaman HH-43 Huskie je bil enomotorni helikopter ameriškega proizvajalca Kaman. Uporabljal se je od 1950ih do 1970ih. HH-43 ima dva kontrarotirajoča "sinhropter" rotorja, tako ni potreben repni rotor. Uporabljal se je za iskanje in reševanje, zračno gašenje požarov in evakuacijo med Vietnamsko vojno.

## Specifikacije(HH-43F)
- Posadka: 2 pilota, 2 reševalcaa
- Dolžina: 25 ft 0 in (7,6 m)
- Premer glavnega rotorja: 2× 47 ft in (14,3 m)
- Višina: 17 ft 2 in (5,18 m)
- Gros teža: 9150 lb (4150 kg)
- Motor: 1 × Lycoming T53 turbogredni motor, 860 KM(640 kW) vsak

- Maks. hitrost: 120 mph (190 km/h)
- Potovalna hitrost: 105 mph (169 km/h)
- Dolet: 185 milj (298 km)
- Višina leta (servisna): 25000 ft (7620 m)